# The Barry Sisters

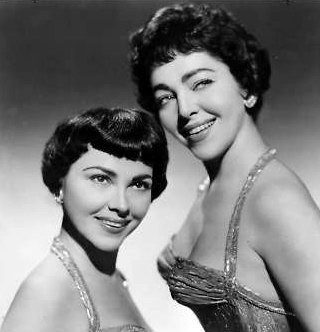
Claire und Merna Barry

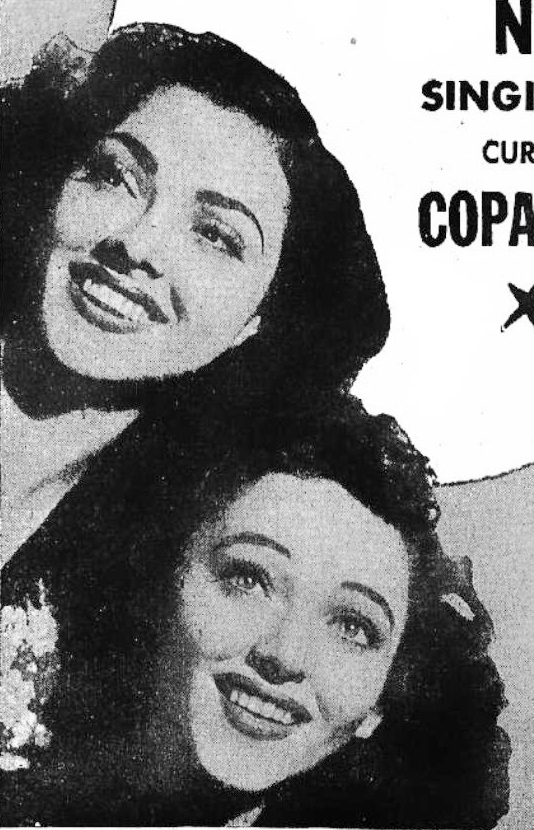
The Barry Sister im Billboard-Magazin, 1946

The Barry Sisters (jidd. די שװעסטער בארי) waren ein US-amerikanisches Vokalduo, das für seine Fusion aus Klezmer und Jazz bekannt war. Das Duo bestand aus den Geschwistern Claire Barry (* 17. Oktober 1920 in New York City als Clara Bagelman; † 22. November 2014 in Hollywood, Florida) und Merna Barry (* 6. April 1923 in New York City als Minnie Bagelman; † 31. Oktober 1976). Einer ihrer größten Hits war Tumbalalaika aus dem Jahr 1965.

## Karriere
Merna und Clara wurden in der Bronx (New York) als Töchter aschkenasischer Juden geboren. Ihre Eltern kamen aus dem russischen Kaiserreich bzw. Österreich-Ungarn. Merna und Clara hatten auch zwei jüngere Schwestern, Celia und Julia. Merna und Clara begannen in den 1930er-Jahren als Bagelman Sisters in US-amerikanischen Radioshows aufzutreten und tourten als Barry Sisters bis in die frühen 1970er-Jahre durch die ganze Welt, den Ostblock eingeschlossen. Von 1937 bis Mitte der 1950er Jahre traten sie mit einem Programm auf, in dem sie Jazzsongs in jiddischer Sprache sangen. Sie traten auch mit Mickey Katz, Moishe Oysher und Barbra Streisand auf. 1963 – bereits bekannt durch Lieder wie Bet mich a bisele und Beltz – hatten sie ihre ersten Fernsehauftritte in Deutschland und kamen so in die dortigen Schlagerparaden. Insgesamt veröffentlichten sie elf Alben – das letzte 1973. Claire Barry Easton wurde 2002 in der NPR-Radiosendung The Yiddish Radio Project vorgestellt.

## Persönliches
Inspiriert durch den Erfolg der Andrews Sisters entschieden sich die Barry Sisters dazu, ihre Vor- und Nachnamen zu amerikanisieren. Aus Clara wurde Claire, aus Minnie wurde Merna und der Name Barry wurde aus einem Telefonbuch ausgewählt.
Claire war in erster Ehe mit  Albert Weinberg verheiratet. Später heiratete sie Robert Easton, einen Zahnarzt, der 1998 starb. Sie überlebte ihre jüngere Schwester Merna sowie ihre Tochter Joy Pargmann.

## Rezeption
Das ukrainische Vokalduo aus Kiew The Alibi Sisters coverte ein paar der größten Hits wie Chiribim Chriribom und Paipirossen. 

## Diskografie
- The Barry Sisters, 1951
- The Barry Sisters Sing …, 1957 (mit Abe Ellstein)
- At Home with the Barry Sisters, 1959 (mit Abe Ellstein)
- Side by Side, 1961  (mit Joe Reisman)
- We Belong Together, 1961 (mit Jerry Fielding)
- Shalom, 1961 (mit Joe Reisman)
- The Barry Sisters in Israel (live), 1963
- The World of the Barry Sisters: Memorable Jewish Melodies
- The Barry Sisters Sing Fiddler On The Roof, 1964
- Something Spanish
- A Time To Remember; 1966
- The Best Of The Barry Sisters
- Jewish Favourites, 1969
- Our Way (Tahka-Tahka), 1973 (mit Jim Tyler und Jerry Graff)
- Moishe Oysher With The Barry Sisters - A Gala Concert With Moishe Oysher And The Barry Sisters. Volume 2, 1973